# Enomeni Dimokrates
Enomeni Dimokrates (ED), "Förenade Demokrater", är ett liberalt parti på Cypern, grundat 1993 av Giorgos Vasileiou. Partiet är medlem i Europeiska liberala, demokratiska och reformistiska partiet (ELDR), men partiet saknar Europaparlamentariker och ingår därför inte i någon partigrupp i Europaparlamentet.
I det nationella parlamentsvalet 2006 fick partiet endast 1,6 procent av rösterna och vann således inget mandat i parlamentet.